# Karol Rawer
Karol Franciszek Rawer (ur. 1852 w Brzeżanach, zm. 26 grudnia 1907 we Lwowie) – polski nauczyciel.

## Życiorys
Urodził się w 1852 w Brzeżanach. Maturę zdał we Lwowie. Odbył studia na Wydziale Filozoficznym Uniwersytetu Lwowskiego o specjalności historii i geografii.
Został nauczycielem. 12 czerwca 1875 jako kandydat stanu nauczycielskiego został mianowany zastępcą nauczyciela w C. K. III Gimnazjum im. Franciszka Józefa we Lwowie. W tej szkole uczył historii, języka polskiego, geografii, historii kraju rodzinnego oraz był zawiadowcą biblioteki dla młodzieży. 22 lutego 1880 zdał nauczycielski egzamin podstawowy w zakresie historii i geografii. Od 14 lipca 1883 był nauczycielem rzeczywistym w C. K. Gimnazjum w Brzeżanach. Od 8 czerwca 1885 ponownie pracował w C. K. III Gimnazjum im. Franciszka Józefa we Lwowie. W 1890 zzyskał tytuł c. k. profesora. 
W połowie 1898 został przeniesiony do C. K. Gimnazjum we Lwowie celem objęcia kierownictwa pedagogiczno-dydaktycznego utworzonych w tym roku ośmiu oddziałów równorzędnych, działających jako filia (późniejsze IX Państwowe Gimnazjum im. Jana Kochanowskiego we Lwowie). W tej placówce uczył historii, geografii, historii kraju rodzinnego. Od września 1901 z powodu choroby był urlopowany, w związku z czym został zastąpiony na stanowisku kierownika Gimnazjum przez Mieczysława Jamrógiewicza. Formalnie kierownikiem pozostawał do 1903. W tym roku został przeniesiony do C. K. III Gimnazjum we Lwowie, jednak nie podjął już stanowisk kierowniczych z powodu postępującej choroby. Wówczas został przeniesiony w stan spoczynku. Profesor Rawer jako nauczyciel był uważany za ulubieńca młodzieży szkolnej.
Ogłosił znany ówcześnie podręcznik do historii pt. Dzieje ojczyste, drukowany w kilku wydaniach; potem pt. Dzieje ojczyste dla młodzieży (1892, 1895). Ten podręcznik był obowiązkowy w niższych klasach gimnazjalnych w Galicji pod zaborem austriackim. Decyzją C. K. Rady Szkolnej Krajowej z 1908 ta publikacja w czwartym wydaniu została zaliczona w poczet książek dozwolonych do użytku szkolnego. Ponadto publikował prace historyczne.
W 1890 był członkiem komitetu II Zjazdu Historycznego im. Jana Długosza. Był członkiem wydziału Towarzystwa Nauczycieli Szkół Wyższych (1889-1890) i pełnił funkcję administratora wydawnictw szkolnych TNSW. Był sekretarzem (1886), członkiem zarządu (1887-1892) i wiceprezesem Towarzystwa Pedagogicznego. Przez wiele lat zasiadał w radzie miejskiej we Lwowie. Był delegatem Macierzy Szkolnej dla Księstwa Cieszyńskiego.
Zamieszkiwał przy ulicy Szeptyckiej 8. Zmarł 26 grudnia 1907 we Lwowie w wieku 56 lat. Po nadzwyczaj tłumnym pogrzebie został pochowany na Cmentarzu Łyczakowskim we Lwowie.

## Publikacje
- O metodach i formach nauki szkolnej (1879)
- Nazwa i źródła Dunaju (1880)
- Historyczne i handlowe znaczenie  Dunaju (1881)
- Kilka słów o polskiej literaturze pedagogicznej (1881)[2]
- Polityczne znaczenie zjazdu gnieźnieńskiego z roku 1000. Studyum krytyczne (1882)[26]
- Dzieje ojczyste da młodzieży. Część I (do roku 1492) (wyd. I: 1893, wyd. II: 1899, wyd. III: 1904, 1892, 1895, wyd. IV: 1908)[27]